# Papeete
Papeete Francia Polinézia fővárosa, amely Franciaország tengerentúli területeihez tartozik a Csendes-óceánon. A város Tahiti és Francia Polinézia kormányzati, kereskedelmi, ipari és gazdasági központja, a francia polinéziai turizmus gócpontja és egyben egy forgalmas kikötő. A Szél felőli szigetek a Társaság-szigetek része. A Papeete név azt jelenti, hogy "víz egy kosárból".
Papeete városi lakossága a 2007-es népszámláláskor 131695 fő volt.
Papeete nevét írják Pape’ete formában is Tahiti nyelven, amelyben az aposztróf a glottális stop hangot jelöli. Az aposztrófot azonban gyakran nem rakják ki.

## Története
A város lakossága létszáma drámaian lecsökkent, amikor a nukleáris fegyverek teszteléseit Algériából áttették Mururoa és Fangataufa szigetektől mintegy 1500 km-re, Tahititől keletre. Ennek kapcsán épült először a város mellett lévő Faaa nemzetközi repülőtér is, amely Francia Polinézia egyetlen nemzetközi repülőtere. 1983-ban az Utolsó Napok Szentjeinek Jézus Krisztus Egyháza megépítette a Papeete Tahiti templomot a nagy lélekszám miatt. 1995. szeptember 5-én a Jacques Chirac-féle kormány végrehajtotta Mururoa sziget közelében legutolsó nukleáris fegyvertesztelései közül az elsőt. Ennek következtében Papeete városban felkelések törtek ki, amelyek két napig tartottak. Nagy károk keletkeztek a repülőtéren, megsérült 40 ember és a hírek a turistákat teljes mértékben elriasztották.

## Közlekedés
A városközpontban forgalmas utcákat találni. Mivel az utcák keskenyek, ezért néha problémát jelent a nagy forgalom. A belvárosból, a Pomare körúttól indul egy autópálya. A városba a külföldi turisták jellemzően az 1962-ben átadott Fa'a'ā nemzetközi repülőtéren keresztül érkeznek. Onnan gyakran repülnek tovább az Air Tahiti légitársaság gépeivel a terület további szigeteire. A Moorea-komppal át lehet kelni Moorea szigetre vagy egyéb óceánjárókkal Bora Borára.

## Lakossága
Papeete városi részének a lakossága 2007-es népszámláláskor 131 695 fő volt.
Papeete kommuna 12 kerületre van felosztva:
| Azonosító | Név                            | Terület (km2) | Népesség (2017) | Népsűrűség |  |
| 35A       | Manu Hoe – Fare ute – Motu uta | 1,15          | 2301            | 2000       |  |
| 35B       | Patutoa                        | 0,44          | 1653            | 3748       |  |
| 35C       | Taunoa                         | 0,4           | 2187            | 5512       |  |
| 35D       | Fari’ipiti                     | 0,34          | 1811            | 5332       |  |
| 35E       | Titioro                        | 3,53          | 3566            | 1009       |  |
| 35F       | Tepapa                         | 4,63          | 3407            | 736        |  |
| 35G       | Faiere                         | 0,87          | 1933            | 2213       |  |
| 35H       | Pic Rogue                      | 3,23          | 1973            | 611        |  |
| 35I       | Tipaerui                       | 1,93          | 4187            | 2143       |  |
| 35J       | Paofai                         | 0,6           | 1638            | 2743       |  |
| 35K       | Mamao                          | 0,52          | 2269            | 4343       |  |
| 35        | Pape’ete                       | 17,64         | 26 925          | 1526       |  |

## Éghajlata
Papeete éghajlata trópusi monszun, egy száraz és egy esős évszakkal. Azonban a városban a száraz évszakban is szokott esni némi eső. Ez az évszak rövid, csupán az augusztusból és a szeptember áll. Az év többi része csapadékos, amelyek közül a legtöbb eső decemberben és januárban esik. A hőmérséklet egész évben szinte 25 Celsius-fok körül van.
| Hónap                                                                        | Jan. | Feb. | Már. | Ápr. | Máj. | Jún. | Júl. | Aug. | Szep. | Okt. | Nov. | Dec. | Év   |
| ---------------------------------------------------------------------------- | ---- | ---- | ---- | ---- | ---- | ---- | ---- | ---- | ----- | ---- | ---- | ---- | ---- |
| Átlaghőmérséklet (°C)                                                        | 27,1 | 27,2 | 27,6 | 27,6 | 26,8 | 25,9 | 25,6 | 25,5 | 25,9  | 26,3 | 26,6 | 26,6 | 26,6 |
| Átl. csapadékmennyiség (mm)                                                  | 335  | 292  | 165  | 173  | 124  | 81   | 66   | 48   | 58    | 86   | 165  | 302  | 1895 |
| Havi napsütéses órák száma                                                   | 216  | 200  | 226  | 230  | 229  | 220  | 235  | 251  | 242   | 232  | 209  | 197  | 2687 |
| Forrás: Weatherbase: Historical Weather for Papeete, French Polynesia - 2011 |      |      |      |      |      |      |      |      |       |      |      |      |      |

## Látnivalók
- Papeete City Tour - Papeete látványosságait feltüntető térkép Papeete Interaktív Google térképe
- A tengerparti sétány
- A Bougainville park (korábban Albert parknak nevezték, a korábbi belga király és világháborús hős tiszteletére) Louis Antoine de Bougainville francia felfedező emlékére, aki körbehajózta a földet.
- A papeetei Notre Dame székesegyház
- A polinéz kormány központja a területi gyűlésháza, amely egyben a körzeti megbízott lakóhelyéül is szolgál. Korábban a híres francia festő, Paul Gauguin klubháza is volt. Korábban IV. Pōmare ʻAimata tahiti királynő királyi rezidenciája is volt az épület, aki 1827 és 1877 között uralkodott.
- Az elnöki palota
- A Papeete Tahiti templom, amelyet az Utolsó Napok Szentjeinek Jézus Krisztus Egyháza alapított.
- A tahiti nacionalista Pouvanaa a Oopa részére emelt emlékmű
- A városháza épülete
- A papeetei piac

## Galéria

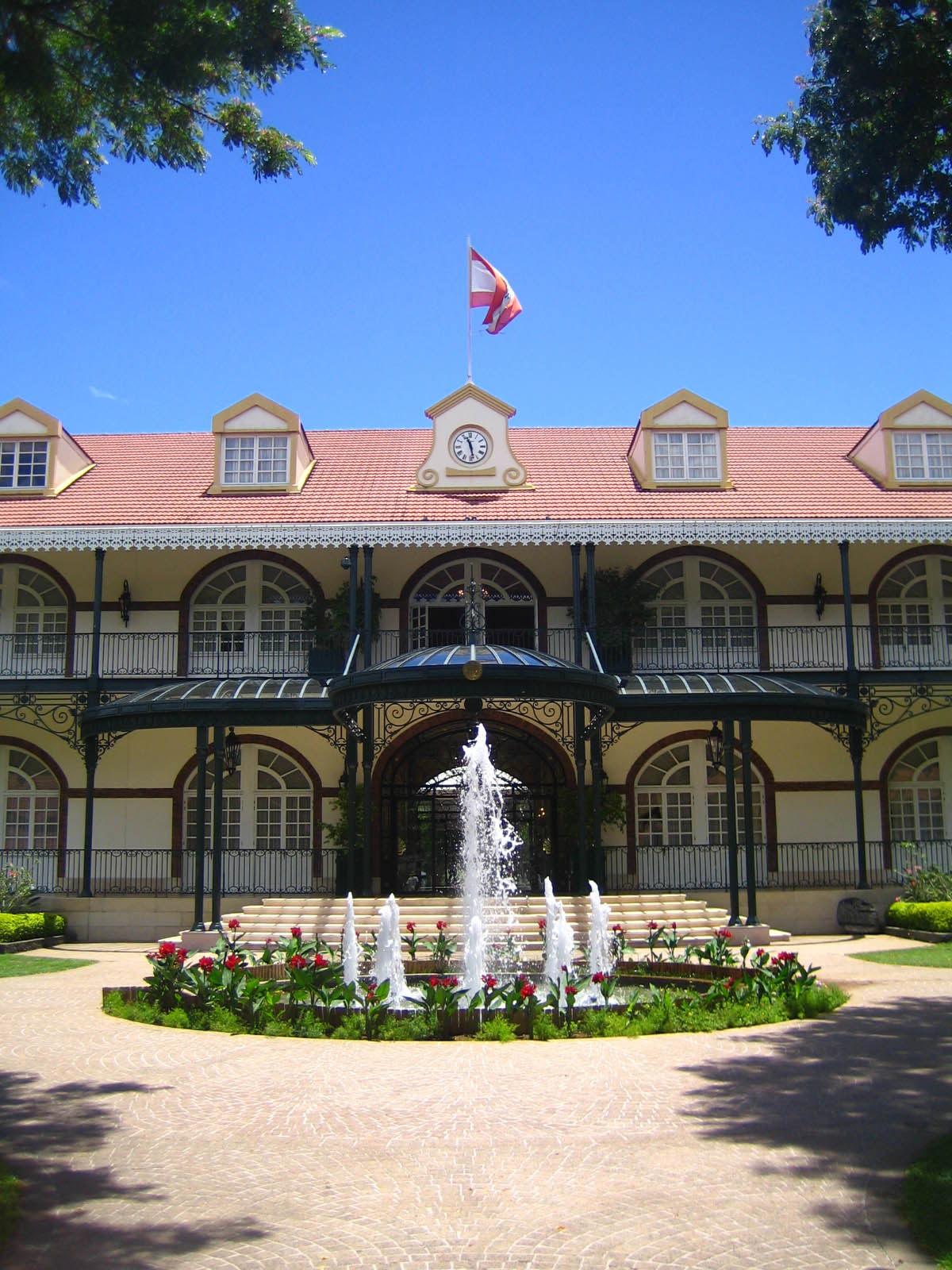
Elnöki ház
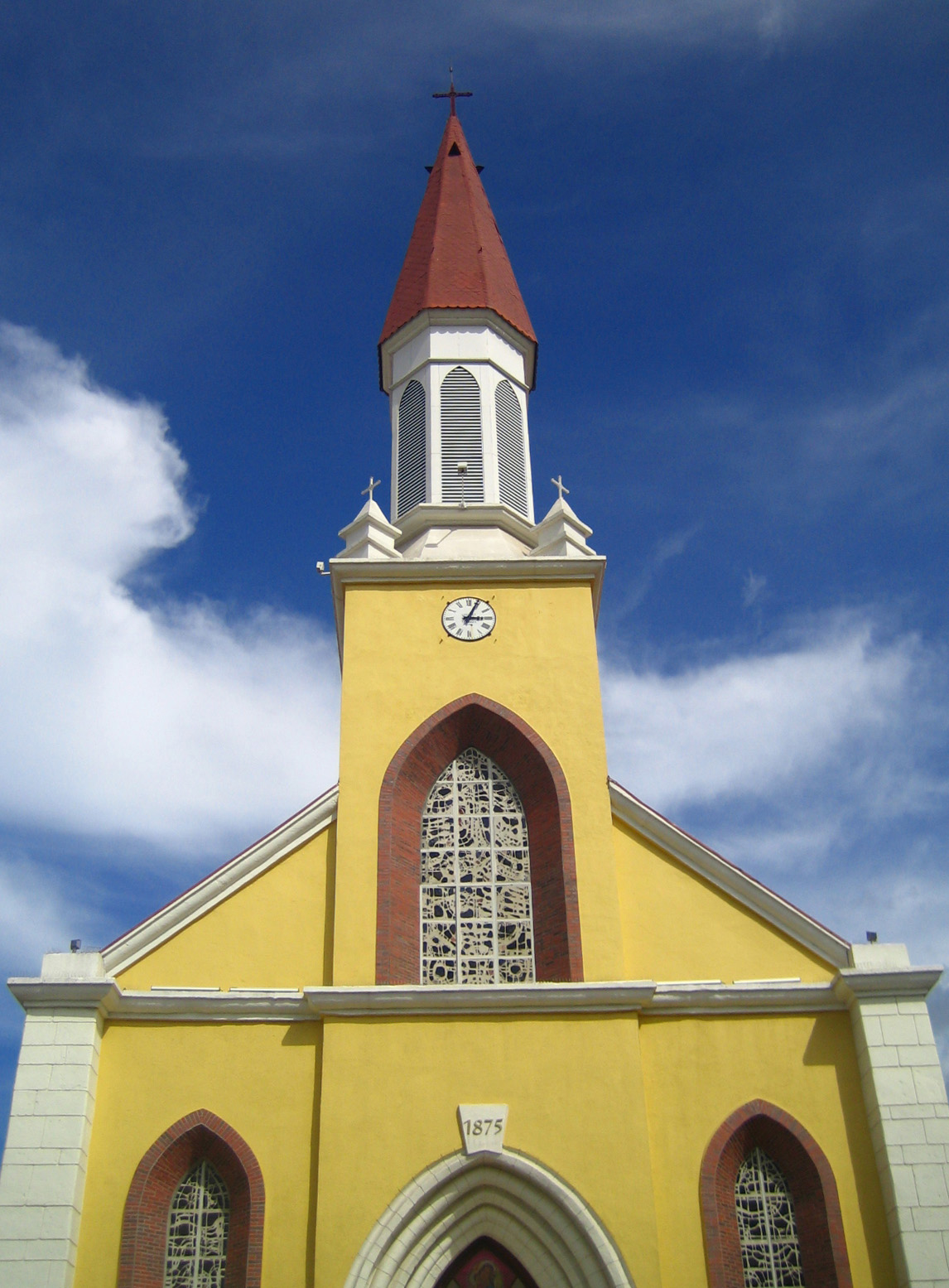
Papeete-katedrális
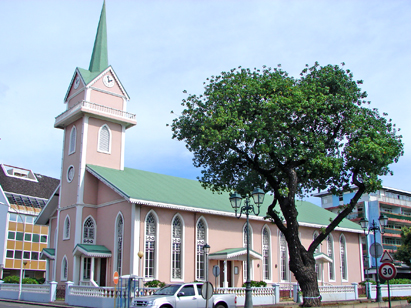
Paofai-templom

### Papeete a kultúrában
- Papeete említésre kerül a Crosby, Stills, Nash & Young) zenekar Southern Cross című dalában.
- Papeete neve szintén említésre kerül a Chic zenekar "A Warm Summer Night" című dalában.
- Papeete városban kezdődik Robert Louis Stevenson "The Ebb Tide" című kisregénye.
- A Papeete szkúner, amelyet Matthew Turner hajóépítő készített. Tahiti területén lévő üzleti érdekeltsége mellett ismert volt még a San Franciscóból Tahitiba megtett 17 napos útja révén.[10]

## Gazdasága

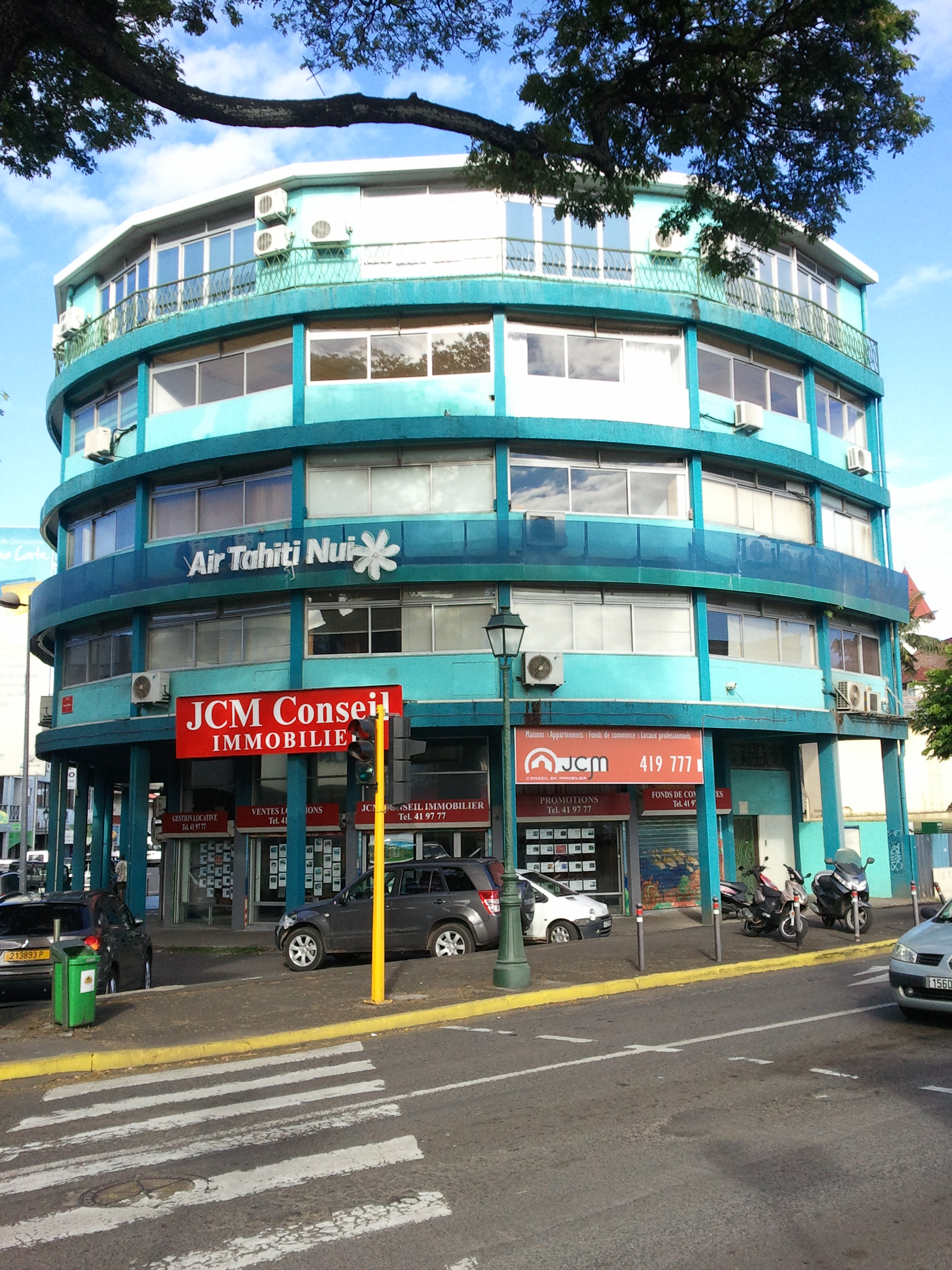
Az Immeuble Dexter, a helyi légitársaság, az Air Tahiti Nui központja.

Air Tahiti Nui központi irodája Papeete városban található, az Immueble Dexter névre hallgató épületben.